# Anke Behmer
Anke Behmer (dekliški priimek Vater), nemška atletinja, * 5. junij 1961, Stavenhagen, Vzhodna Nemčija.
Nastopila je na poletnih olimpijskih igrah leta 1988, ko je osvojila bronasto medaljo v sedmeroboju. Na svetovnih prvenstvih je prav tako osvojila bronasto medaljo leta 1983, na evropskih prvenstvih pa naslov prvakinje leta 1986.